# День солидарности в борьбе с терроризмом
День солидарности в борьбе с терроризмом — одна из памятных дат в России, которая отмечается ежегодно 3 сентября.

## История Дня солидарности в борьбе с терроризмом
Эта памятная дата России была установлена в соответствии с федеральным законом Российской Федерации «О днях воинской славы и памятных датах России» в редакции от 21 июля 2005 года. Она напрямую связана с событиями в Беслане 1—3 сентября 2004 года.
В день солидарности в борьбе с терроризмом не только в Беслане, но и по всей стране вспоминают жертв террористических актов, а также сотрудников правоохранительных органов, погибших при выполнении служебного долга.
В связи с установлением даты Московская городская дума в 2013 году приняла закон об изменении правил установления даты Дня города Москвы, получив право переноса такового на неделю вперёд в случае совпадения или близкого положения первых выходных дней сентября к этой дате.